# Giovanni Contarini (patriarca)
Giovanni Contarini (Venezia, tra il 1370 e il 1375 – Venezia, 1451) è stato un patriarca cattolico italiano.
Patrizio figlio Marco Contarini "dei Santi Apostoli", nel 1392 lasciò Venezia per frequentare l'università di Oxford dove, nel 1398, conseguì il dottorato in arti.
Dopo aver trascorso un breve periodo a Londra, nel 1400 passò a Parigi dove si iscrisse all'università per studiare teologia. Non aveva, comunque, interrotto i rapporto con la famiglia, intrattenendo una continua corrispondenza con i fratelli; in una di queste, datata 14 dicembre 1406, esso risulta già ordinato presbitero.
Nel 1408 venne suggerita la sua elezione a cardinale, approfittando dell'elezione di papa Gregorio XII (il veneziano Angelo Correr); la proposta, tuttavia, venne accantonata in quanto all'epoca il Contarini si trovava ancora a Parigi. Nel 1409 conseguì la licenza in teologia e tornò in patria. Nel frattempo era iniziato il concilio di Pisa dal quale uscì eletto l'antipapa Alessandro V: se il doge Michele Steno si schierava dalla sua parte, il Contarini e la sua famiglia sostenevano i filoromani guidati dal cardinale Giovanni Dominici.
La sua fedeltà venne allora premiata da Gregorio XII con l'elezione a patriarca latino di Costantinopoli sul finire del 1409 (la nomina è del 23 ottobre). Se, da una parte, il Contarini poté giovare delle rendite ecclesiastiche, concentrate a Candia e a Negroponte, dall'altra dovette scontrarsi con i sostenitori dell'antipapa. Il 25 ottobre 1409 il Senato veneziano inviò ad Alessandro V degli ambasciatori perché confermasse i prelati nominati da Gregorio nei domini della Serenissima; Alessandro accettò, purché questi ultimi si dichiarassero fedeli al papa pisano. Il Contarini non volle scendere a compromessi e quindi non venne confermato; il successore Giovanni XXIII, di conseguenza, nominò un nuovo patriarca (prima Francesco Lando, Giovanni da Ruppescicca). A Costantinopoli, di conseguenza, convissero due vescovi, di obbedienza rispettivamente romana e pisana.
Nel 1414 il Contarini - che non aveva ancora perso il titolo patriarcale - venne inviato in Germania come nunzio apostolico di papa Gregorio per partecipare al concilio di Costanza.
Al termine del sinodo tornò in Italia e il nuovo papa romano, nel 1418 Martino V gli concesse l'amministrazione apostolica della diocesi di Cittanova, assegnandogli inoltre una pensione di cento ducati annui sui redditi della diocesi di Torcello. Il pontefice risolse inoltre la questione dei due patriarchi, trasferendo il Contarini al patriarcato di Alessandria (1422) e confermando Giovanni di Ruppescicca alla sede di Costantinopoli.
Per un periodo, comunque, il Contarini ebbe delle difficoltà a riscuotere le proprie rendite, tanto che il Senato gli concesse più volte delle somme di denaro. Nel 1424 venne nuovamente trasferito a Costantinopoli, essendo Giovanni da Ruppescicca promosso alla diocesi di Rouen; il papa, tuttavia, ritardò l'invio della bolla di nomina perché intendeva riservare le rendite a Francesco Lando, anch'esso nominato patriarca da Giovanni XXIII.
La questione si risolse solo il 26 dicembre 1427 con la morte del Lando. Ciononostante, il Contarini non prese mai possesso del patriarcato, inviando solo alcuni vicari a Negroponte (l'arcivescovo di Tebe, il vescovo di Andro Andrea Doria, vescovo di Trebisonda Gregorio di Corsanegro). Nel 1430 stava per partire per l'isola, ma il Senato gli concesse di rinviare il viaggio. In effetti, nel periodo successivo lo si ritrova, oltre che a Venezia, a Roma, Bovolenta, Chioggia.
Morì nel monastero di San Giorgio Maggiore e vi fu sepolto.